# Kirchenpaueria ventruosa
Kirchenpaueria ventruosa är en nässeldjursart som först beskrevs av Chantal Billard 1911.  Kirchenpaueria ventruosa ingår i släktet Kirchenpaueria och familjen Kirchenpaueriidae. Inga underarter finns listade i Catalogue of Life.